# Упано
Упано — річка в Еквадорі. Ця річка протікає від сьєрри до глибин Амазонки. Річка в основному використовується для риболовлі, а також для рафтингу та каякінгу, які пропонуються з Макаса (клас III—V). Ріо-Упано відома своїми скам'янілостями, піщаними пляжами та багатьма гарячими джерелами. Тут є численні краєвиди на річку, в тому числі один за квартал від центрального парку Логроньйо. Існує також канатна дорога, яка перетинає річку за межами Логроньо навпроти громади Шуар («Ла Юніон»).
Долина Упано є місцем розташування найдавніших відомих на сьогодні міських поселень в Амазонії. Археологічні розкопки та LIDAR-зйомки, опубліковані у 2024 році, виявили складну мережу доріг, що з'єднують густонаселені райони, які датуються щонайменше 500 роком до н. е. і були заселені аж у 600 році н. е.